# مالك الملك (أسماء الله الحسنى)

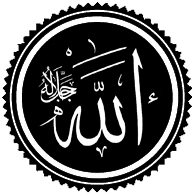

مالك الملك اسم من أسماء الله ورد ذكره في سورة آل عمران.

## الوصف
قال الله:﴿قُلِ اللَّهُمَّ مَالِكَ الْمُلْكِ تُؤْتِي الْمُلْكَ مَنْ تَشَاءُ وَتَنْزِعُ الْمُلْكَ مِمَّنْ تَشَاءُ وَتُعِزُّ مَنْ تَشَاءُ وَتُذِلُّ مَنْ تَشَاءُ بِيَدِكَ الْخَيْرُ إِنَّكَ عَلَى كُلِّ شَيْءٍ قَدِيرٌ ۝٢٦﴾ [آل عمران:26]. الملك: قيل: النبوة، وقيل: الغلبة، وقيل: المال والعبيد. رجح بعض المفسرين أنه عام لما يصدق عليه اسم الملك من غير تخصيص. مالك الملك: هو المتصرف في ملكه كيف يشاء ولا رادَّ لحكمه، ولا معقب لأمره، والوجود كله من جميع مراتبه مملكة واحدة لمالك واحد هو الله تعالى، هو الملك الحقيقي المتصرف بما شاء كيف شاء، إيجادًا وإحياءً وإماتةً وتعذيبًا وإثابةً، من غير مشارك ولا ممانع. 
ومن أدب المؤمن مع اسم مالك الملك أن يكثر من ذكره، وبذلك يغنيه الله عن الناس. ورد في تفسير ابن كثير: اللهم مالك الملك أي: لك الملك كله.